# Note sulla logica
Le Note sulla logica (titolo originale: Notes on Logic) costituiscono il primo testo in cui vengono presentate con relativa organicità le osservazioni intorno alla logica del filosofo Ludwig Wittgenstein. Il testo fu dettato da Wittgenstein nell'ottobre 1913.

## Storia della composizione
Ludwig Wittgenstein aveva cominciato a interessarsi di argomenti legati alla logica e ai fondamenti della matematica quando, nel 1908, aveva letto The Principles of Mathematics di Bertrand Russell; egli quindi, in un'epoca in cui la sua formazione era ancora indirizzata all'ambito tecnico (e in particolare aeronautico), era passato allo studio opere di Gottlob Frege (Grundgesetze der Arithmetik) e di Russell stesso (Principia Mathematica) in cui si tentava di fondare la matematica sulla logica.
Alla fine del 1908 egli aveva sottoposto al matematico Philip Jourdain, conoscente di Russell e di Lamb, una sua proposta di soluzione al paradosso di Russell, che venne però giudicata inadeguata. In seguito egli presentò a Frege il piano di un testo di filosofia, che però questi sostanzialmente bocciò. Finalmente, recatosi a Cambridge (su consiglio dello stesso Frege) per studiare sotto la guida di Russell, Wittgenstein sviluppò tra il 1911 e il 1913 alcune delle sue idee originali sulla logica e sulle sue implicazioni metafisiche, alle quali poi avrebbe dato una forma compiuta nel Tractatus logico-philosophicus.

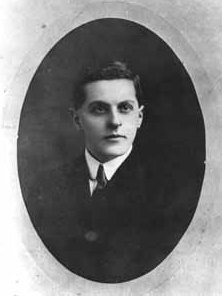
Ludwig Wittgenstein negli anni 1910.

## La teoria del simbolismo
In questa prima opera filosofica wittgensteiniana si ripartiva dall'idea, già acquisita, che un adeguato simbolismo logico doveva rendere superflua ogni teoria dei tipi, e la si sviluppava specificando che il simbolismo deve mostrare ciò che nessuna teoria potrebbe dire, e cioè per esempio che "A" e "B" sono lettere dello stesso tipo, ma non "A" e "x" o "y". La differenza tra "dire" e "mostrare" avrebbe svolto un ruolo cardinale nel Tractatus.

## La concezione della filosofia
In un intervento tenuto al Moral Sciences Club di Cambridge il 29 novembre 1912 Wittgenstein aveva definito la filosofia «come l'insieme delle proposizioni primitive assunte come vere senza alcuna prova dalle varie scienze»; Entro l'estate del 1913 egli aveva stabilito che «la logica è l'intera filosofia. E tutto il resto che si ricomprende impropriamente sotto questo nome è o metafisica, che non ha prospettive per la [...] mancanza di dati, oppure scienza naturale: per esempio psicologia».
Rielaborando queste tesi, della filosofia ora egli diceva:
Questa concezione della filosofia, come ha osservato Ray Monk, sarebbe conservata sostanzialmente identica da Wittgenstein fino alla sua morte.